# Amadea (Schiff, 2016)
Die Amadea (früherer Projektname Mistral) ist eine auf der Lürssen-Kröger-Werft in Rendsburg gebaute Megayacht.

## Geschichte
Die Kiellegung des Schiffes fand am 12. August 2013, der Stapellauf am 19. Juli 2014 statt. Ab April 2016 wurden Erprobungsfahrten in der Kieler Förde durchgeführt. Die Fertigstellung erfolgte am 29. August 2016.

## Technische Daten und Ausstattung
Der Antrieb der Yacht erfolgt durch zwei Dual-Fuel-Dieselmotoren des Herstellers MTU Friedrichshafen (Typ: 20V 4000M93L), die über Getriebe auf zwei Verstellpropeller wirken. Für die Stromversorgung stehen drei MTU-Dieselgeneratoren (Typ: 12V 2000M41A) sowie ein Notgenerator des Herstellers Detroit Diesel (Typ: S60) zur Verfügung. Der Rumpf besteht aus Stahl, die Aufbauten aus Aluminium. Das Design stammt von Espen Øino. Luxuriös ausgestattet ist die Amadea unter anderem mit einem Schönheitssalon, einem Kino, einem Wellness-Bereich, Swimmingpool, Wassersport-Garage sowie einer Unterwasser-Illumination.
Die Amadea war mit Stand Juni 2016 die größte Motorjacht einer schleswig-holsteinischen Werft. Mit 106 Meter Länge belegt sie Platz 30 in der Liste der längsten Motoryachten (Stand Mai 2019).

## Eigentumsverhältnisse und Beschlagnahme
Im Zuge des russischen Überfalls auf die Ukraine 2022 wurden Russland und auch russische Oligarchen mit Sanktionen belegt. Der Eigner der Yacht blieb zunächst unbekannt, da das Schiff einem britischen Trusts gehört, dessen Eigentümer nicht ermittelt werden konnten. Nach einer 10.000 Kilometer weiten Flucht von Antigua über Panama und Mexiko nach Fidschi wurde die Yacht am 14. April 2022 im Hafen von Lautoka von Fidschi beschlagnahmt. Im Zuge eines anschließenden Rechtsstreits wurde der russische Rosneft-Manager Eduard Khudainatow von Anwälten als Eigner genannt. US-Behörden gehen jedoch davon aus, dass Khudaitow nur als Strohmann für den eigentlichen Eigner Suleiman Abusaidowitsch Kerimow fungiert.
Die Vereinigten Staaten klagten und der oberste Gerichtshof von Fidschi urteilte am 7. Juni 2022, dass die Yacht in die Obhut der USA übergeben werden könne. Unter dem Sternenbanner lief die Yacht am 18. Juni 2022 in Honolulu, Hawaii, USA ein, von wo aus sie nach San Diego weiterfuhr.